# Pinza Gomco
La pinza Gomco es un instrumento quirúrgico utilizado para realizar la circuncisión en hombres de todas las edades, pero principalmente es utilizado es para circuncidar recién nacidos. Es el instrumento preferentemente utilizado en Estados Unidos para circuncidar recién nacidos.
La World Health Organization indica que el mismo posee "una excelente performance de seguridad."
Después de retraer el prepucio, la campana de Gomco se coloca sobre el glande al nivel de la corona y el prepucio se vuelve a colocar en la posición anatómica natural. Luego se coloca el yugo sobre la campana, atrapando el prepucio entre la campana y el yugo. La abrazadera se aprieta, aplastando el prepucio entre la campana y la placa base, y se deja en su lugar durante 5 minutos. Los vasos sanguíneos aplastados proporcionan homeostasia. El fondo acampanado de la campana se ajusta firmemente contra el orificio de la placa base, por lo que el prepucio se puede cortar con un bisturí desde arriba de la placa base sin riesgo de dañar el glande.